# Campeonato de Primera B 2008-09 (Argentina)
El Torneo Primera B 2008-09 (oficialmente y por motivos de patrocinio Primera B Efectivo Sí) fue la septuagésima sexta edición del campeonato de la Primera B de Argentina y la vigésimo tercera como tercera categoría del fútbol argentino.
Con nuevos participantes: el ascendido Club Atlético Colegiales y los descendidos Club Atlético Nueva Chicago y el Club Almirante Brown y tres que ya no estuvieron: Club Atlético All Boys y Club Atlético Los Andes que ascendieron a la Primera "B" Nacional y Club Defensores de Cambaceres que bajó a la Primera C.
Participaron 21 equipos, el campeón fue Sportivo Italiano, mientras que Deportivo Merlo ascendió por medio de la promoción ganándole a Los Andes de la B Nacional y el club que descendió a la Primera C fue Talleres (RE).

## Ascensos y descensos
| Posición | Descendido de la Primera B 2007-08 |
| -------- | ---------------------------------- |
| 21.º     | Defensores de Cambaceres           |

| Posición | Ascendido de la Primera C 2007-08 |
| -------- | --------------------------------- |
| 1.º      | Colegiales                        |

| Posición  | Ascendidos a la Primera B Nacional 2008-09 |
| --------- | ------------------------------------------ |
| 1.º       | All Boys                                   |
| Promoción | Los Andes                                  |

| Posición | Descendidos de la Primera B Nacional 2007-08 |
| -------- | -------------------------------------------- |
| 16.º     | Nueva Chicago                                |
| 20.º     | Almirante Brown                              |

## Equipos participantes
| Equipo                 | Localidad            | Estadio                      | Capacidad |
| ---------------------- | -------------------- | ---------------------------- | --------- |
| Acassuso               | Boulogne             | La Quema                     | 800       |
| Almirante Brown        | San Justo            | Fragata Presidente Sarmiento | 18 000    |
| Atlanta                | Buenos Aires         | Don León Kolbovsky           | 14 000    |
| Brown de Adrogué       | Adrogué              | Lorenzo Arandilla            | 4500      |
| Central Córdoba (R)    | Rosario              | Gabino Sosa                  | 10 000    |
| Colegiales             | Munro                | Libertarios Unidos           | 6000      |
| Comunicaciones         | Buenos Aires         | Alfredo Ramos                | 3500      |
| Defensores de Belgrano | Buenos Aires         | Juan Pasquale                | 10 000    |
| Deportivo Armenio      | Ingeniero Maschwitz  | Armenia                      | 10 500    |
| Social Español         | Buenos Aires         | Nueva España                 | 32 500    |
| Deportivo Merlo        | Merlo                | José Manuel Moreno           | 7500      |
| Deportivo Morón        | Morón                | Nuevo Francisco Urbano       | 32 000    |
| Estudiantes            | Caseros              | Ciudad de Caseros            | 16 740    |
| Flandria               | Jáuregui             | Carlos V                     | 5000      |
| Nueva Chicago          | Buenos Aires         | Nueva Chicago                | 25 000    |
| San Telmo              | Dock Sud             | Dr. Osvaldo Baletto          | 5500      |
| Sarmiento              | Junín                | Eva Perón                    | 23 000    |
| Sportivo Italiano      | Ciudad Evita         | República de Italia          | 7000      |
| Talleres               | Remedios de Escalada | Talleres                     | 15 000    |
| Temperley              | Turdera              | Alfredo Beranger             | 22 000    |
| Tristán Suárez         | Tristán Suárez       | 20 de Octubre                | 15 000    |

| 1. |

### Distribución geográfica de los equipos
| Región                                   | Cant. | Equipos |
| ---------------------------------------- | ----- | --- |
| Conurbano bonaerense                     | 13    | Acassuso, Almirante Brown, Brown de Adrogué, Colegiales, Deportivo Armenio, Deportivo Merlo, Deportivo Morón, Estudiantes (BA), San Telmo, Sportivo Italiano, Talleres, Temperley y Tristán Suárez |
| Ciudad de Buenos Aires                   | 5     | Atlanta, Comunicaciones, Defensores de Belgrano, Deportivo Español y Nueva Chicago |
| Interior de la provincia de Buenos Aires | 2     | Flandria y Sarmiento |
| Ciudad de Rosario                        | 1     | Central Córdoba |

## Formato

### Competición
Se disputó un torneo de 42 fechas por el sistema de todos contra todos, ida y vuelta, quedando un equipo libre por fecha.

### Ascensos
El equipo que más puntos obtuvo se consagró campeón y ascendió directamente. Los equipos ubicados entre el segundo y el noveno puesto de la tabla de posiciones final clasificaron al Torneo reducido, cuyo ganador disputó la promoción contra un equipo de la Primera B Nacional.

### Descensos
El equipo que al finalizar la temporada ocupó el último lugar de la tabla de promedios descendió a la Primera C, mientras que el que obtuvo el segundo peor promedio debió disputar una promoción ante un club de esa categoría.

## Tabla de posiciones
| Pos  | Equipo                 | Pts | PJ | PG | PE | PP | GF | GC | Dif |
| ---- | ---------------------- | --- | -- | -- | -- | -- | -- | -- | --- |
| 1.º  | Sportivo Italiano      | 75  | 40 | 19 | 17 | 4  | 48 | 30 | +18 |
| 2.º  | Nueva Chicago          | 67  | 40 | 18 | 13 | 9  | 57 | 38 | +19 |
| 3.º  | Sarmiento (J)          | 64  | 40 | 18 | 10 | 12 | 59 | 51 | +8  |
| 4.º  | Deportivo Morón        | 63  | 40 | 18 | 9  | 13 | 47 | 36 | +11 |
| 5.º  | Deportivo Merlo        | 63  | 40 | 16 | 15 | 9  | 39 | 30 | +9  |
| 6.º  | Colegiales             | 62  | 40 | 15 | 17 | 8  | 50 | 38 | +12 |
| 7.º  | Estudiantes (Bs. As.)  | 60  | 40 | 17 | 9  | 14 | 48 | 37 | +11 |
| 8.º  | Temperley              | 59  | 40 | 14 | 17 | 9  | 43 | 38 | +5  |
| 9.º  | Defensores de Belgrano | 59  | 40 | 15 | 14 | 11 | 47 | 45 | +2  |
| 10.º | Atlanta                | 57  | 40 | 14 | 15 | 11 | 42 | 40 | +2  |
| 11.º | Almirante Brown        | 55  | 40 | 13 | 16 | 11 | 45 | 38 | +7  |
| 12.º | Acassuso               | 53  | 40 | 11 | 20 | 9  | 37 | 34 | +3  |
| 13.º | Talleres (RE)          | 49  | 40 | 13 | 10 | 17 | 41 | 44 | -3  |
| 14.º | Brown de Adrogué       | 47  | 40 | 11 | 14 | 15 | 43 | 42 | +1  |
| 15.º | Social Español         | 47  | 40 | 11 | 14 | 15 | 38 | 44 | -6  |
| 16.º | Comunicaciones         | 47  | 40 | 11 | 14 | 15 | 44 | 56 | -12 |
| 17.º | San Telmo              | 44  | 40 | 9  | 17 | 14 | 31 | 44 | -13 |
| 18.º | Tristán Suárez         | 43  | 40 | 10 | 13 | 17 | 43 | 51 | -8  |
| 19.º | Flandria               | 40  | 40 | 10 | 10 | 20 | 32 | 51 | -19 |
| 20.º | Deportivo Armenio      | 38  | 40 | 10 | 8  | 22 | 43 | 59 | -16 |
| 21.º | Central Córdoba        | 28  | 40 | 6  | 10 | 24 | 27 | 58 | -31 |

|  | Campeón, asciende directamente a la B Nacional.                                               |
|  | Participa del Reducido (el ganador participa de la Promoción por el ascenso a la B Nacional). |
|  | Participa de la Promoción por el ascenso a la B Nacional (ganador del Reducido).              |

Fuente: Posiciones Primera B 08/09

## Tabla de promedios
| Pos. | Equipo                 | PJ  | 2007-08 | 2008-09 | 2009-10 | Total | Promedio |
| ---- | ---------------------- | --- | ------- | ------- | ------- | ----- | -------- |
| 1    | Almirante Brown        | 82  | 85      | 0       | 55      | 140   | 1,707    |
| 2    | Nueva Chicago          | 40  | 0       | 0       | 67      | 67    | 1,675    |
| 3    | Deportivo Morón        | 122 | 67      | 70      | 63      | 200   | 1,639    |
| 4    | Colegiales             | 40  | 0       | 0       | 62      | 62    | 1,550    |
| 5    | Estudiantes (Bs. As.)  | 122 | 71      | 54      | 60      | 185   | 1,516    |
| 6    | Sportivo Italiano      | 122 | 42      | 69      | 74      | 185   | 1,516    |
| 7    | Sarmiento(J)           | 122 | 60      | 57      | 64      | 181   | 1,484    |
| 8    | Tristán Suárez         | 122 | 75      | 54      | 43      | 172   | 1,410    |
| 9    | Deportivo Merlo        | 122 | 68      | 36      | 63      | 167   | 1,369    |
| 10   | Temperley              | 122 | 54      | 52      | 59      | 165   | 1,352    |
| 11   | Atlanta                | 122 | 40      | 67      | 57      | 164   | 1,344    |
| 12   | Comunicaciones         | 122 | 50      | 63      | 47      | 160   | 1,311    |
| 13   | Brown de Adrogué       | 122 | 52      | 60      | 47      | 159   | 1,303    |
| 14   | Deportivo Armenio      | 122 | 54      | 61      | 38      | 153   | 1,254    |
| 15   | Defensores de Belgrano | 122 | 50      | 43      | 59      | 152   | 1,246    |
| 16   | Social Español         | 122 | 58      | 46      | 47      | 151   | 1,238    |
| 17   | Acassuso               | 80  | 0       | 44      | 53      | 97    | 1,213    |
| 18   | Central Córdoba        | 122 | 64      | 50      | 28      | 142   | 1,164    |
| 19   | Flandria               | 122 | 46      | 49      | 40      | 135   | 1,107    |
| 20   | San Telmo              | 122 | 56      | 35      | 44      | 135   | 1,107    |
| 21   | Talleres (RE)          | 122 | 42      | 43      | 49      | 134   | 1,098    |

|  | Participa de la Promoción para evitar el descenso a la Primera C. |
|  | Descendió directamente a la Primera C.                            |

## Torneo reducido (octagonal)
Nota: Los equipos ubicados desde el 2.º lugar hasta el 9.º lugar participan del torneo reducido, el ganador participa de la promoción por el ascenso a la B Nacional.
|  | Cuartos de final                        | Cuartos de final                        | Cuartos de final                        |   |                        | Semifinales                              | Semifinales                              | Semifinales                              |  |  | Final                                     | Final                                     | Final                                     |
|  | 2 de junio de 2009 y 3 de junio de 2009 | 2 de junio de 2009 y 3 de junio de 2009 | 2 de junio de 2009 y 3 de junio de 2009 |   |                        | 7 de junio de 2009 y 11 de junio de 2009 | 7 de junio de 2009 y 11 de junio de 2009 | 7 de junio de 2009 y 11 de junio de 2009 |  |  | 16 de junio de 2009 y 20 de junio de 2009 | 16 de junio de 2009 y 20 de junio de 2009 | 16 de junio de 2009 y 20 de junio de 2009 |
|  |                                         |                                         |                                         |   |                        |                                          |                                          |                                          |  |  |                                           |                                           |                                           |
|  | Nueva Chicago                           | 0                                       | -                                       |   |                        |                                          |                                          |                                          |  |  |                                           |                                           |                                           |
|  | Defensores de Belgrano                  | 1                                       | -                                       |   |                        |                                          |                                          |                                          |  |  |                                           |                                           |                                           |
|  | Defensores de Belgrano                  | 1                                       | -                                       |   | Defensores de Belgrano | 2                                        | 3                                        |                                          |  |  |                                           |                                           |                                           |
|  |                                         |                                         |                                         |   | Defensores de Belgrano | 2                                        | 3                                        |                                          |  |  |                                           |                                           |                                           |
|  |                                         | Sarmiento(J)                            | 1                                       | 3 |                        |                                          |                                          |                                          |  |  |                                           |                                           |                                           |
|  | Sarmiento(J)                            | Sarmiento(J)                            | 1                                       | 3 | 2                      | -                                        |                                          |                                          |  |  |                                           |                                           |                                           |
|  | Sarmiento(J)                            |                                         |                                         |   | 2                      | -                                        |                                          |                                          |  |  |                                           |                                           |                                           |
|  | Temperley                               | 1                                       | -                                       |   |                        |                                          |                                          |                                          |  |  |                                           |                                           |                                           |
|  |                                         |                                         |                                         |   |                        |                                          |                                          |                                          |  |  | Defensores de Belgrano                    | 0                                         | 0                                         |
|  |                                         |                                         | Deportivo Merlo                         | 0 | 0                      |                                          |                                          |                                          |  |  |                                           |                                           |                                           |
|  | Deportivo Morón                         | 1                                       | -                                       |   |                        |                                          |                                          |                                          |  |  |                                           |                                           |                                           |
|  | Estudiantes (Bs. As.)                   | 1                                       | -                                       |   |                        |                                          |                                          |                                          |  |  |                                           |                                           |                                           |
|  | Estudiantes (Bs. As.)                   | 1                                       | -                                       |   | Deportivo Morón        | 0                                        | 1                                        |                                          |  |  |                                           |                                           |                                           |
|  |                                         |                                         |                                         |   | Deportivo Morón        | 0                                        | 1                                        |                                          |  |  |                                           |                                           |                                           |
|  |                                         | Deportivo Merlo                         | 0                                       | 2 |                        |                                          |                                          |                                          |  |  |                                           |                                           |                                           |
|  | Deportivo Merlo                         | Deportivo Merlo                         | 0                                       | 2 | 1                      | -                                        |                                          |                                          |  |  |                                           |                                           |                                           |
|  | Deportivo Merlo                         |                                         |                                         |   | 1                      | -                                        |                                          |                                          |  |  |                                           |                                           |                                           |
|  | Colegiales                              | 0                                       | -                                       |   |                        |                                          |                                          |                                          |  |  |                                           |                                           |                                           |

Fuente:

## Promociones

### PromociónPrimera B-B Nacional
| Deportivo Merlo | 1-0 | Los Andes       | Estadio Tres de Febrero   | 25 de junio de 2009 | 21:12 |
| Los Andes       | 0-1 | Deportivo Merlo | Estadio Eduardo Gallardón | 30 de junio de 2009 | 21:13 |

Deportivo Merlo asciende a la B Nacional.
Los Andes desciende a la Primera B.

### PromociónPrimera B-Primera C
| Berazategui | 0-0 | San Telmo   | Estadio Centenario Dr. José Luis Meiszner | 24 de junio de 2009 | 15:12 |
| San Telmo   | 0-0 | Berazategui | Estadio Don León Kolbovsky                | 30 de junio de 2009 | 15:19 |

```
San Telmo
 se queda en la 
Primera B
.
[
1
]
 
Berazategui
 se queda en la 
Primera C
.
[
6
]
```

## Goleadores
| Bandera de Argentina                                    | Luciano Lo Bianco | 20 | Sarmiento de Junín |
| Bandera de Argentina                                    | Rubén Ferrer      | 19 | Almirante Brown    |
| Bandera de Argentina                                    | Andrés Montenegro | 18 | Flandria           |
| Bandera de Argentina                                    | Dario Gigena      | 16 | Nueva Chicago      |
| Bandera de Argentina                                    | Leonardo Romero   | 16 | Acassuso           |
| Fuente: Universo Fútbol - Goleadores de Primera B 08/09 |                   |    |                    |

## Campeón
| Club Sportivo Italiano |

## Temporadas disputadas
| Campeonatos disputados            | Campeonatos disputados  | Campeonatos disputados  |
| Campeonato de Primera B           | Campeonato de Primera B | Campeonato de Primera B |
| --------------------------------- | ----------------------- | ----------------------- |
| Campeonato 1986/87                | Campeonato 1989/90      | Campeonato 1992/93      |
| Campeonato 1987/88                | Campeonato 1990/91      |                         |
| Campeonato 1988/89                | Campeonato 1991/92      |                         |
| Torneo Apertura y Torneo Clausura |                         |                         |
| Apertura 1993                     | Apertura 1995           | Apertura 1997           |
| Clausura 1994                     | Clausura 1996           | Clausura 1998           |
| Apertura 1994                     | Apertura 1996           | Apertura 1998           |
| Clausura 1995                     | Clausura 1997           | Clausura 1999           |
| Campeonato de Primera B           |                         |                         |
| Campeonato 1999/00                | Campeonato 2000/01      | Campeonato 2001/02      |
| Torneo Apertura y Torneo Clausura |                         |                         |
| Apertura 2002                     | Apertura 2004           | Apertura 2006           |
| Clausura 2003                     | Clausura 2005           | Clausura 2007           |
| Apertura 2003                     | Apertura 2005           |                         |
| Clausura 2004                     | Clausura 2006           |                         |
| Campeonato de Primera B           |                         |                         |
| Campeonato 2007/08                | Campeonato 2010/11      | Campeonato 2013/14      |
| Campeonato 2008/09                | Campeonato 2011/12      |                         |
| Campeonato 2009/10                | Campeonato 2012/13      |                         |